# Восстание в Лянчжоу
Восстание в Лянчжоу (184—189) — восстание цянов и китайцев в расположенной на западе империи Хань провинции Лянчжоу (涼州). Вместе с восстанием «войск в жёлтых повязках» стало одним из тех событий, что привели к распаду империи Хань.

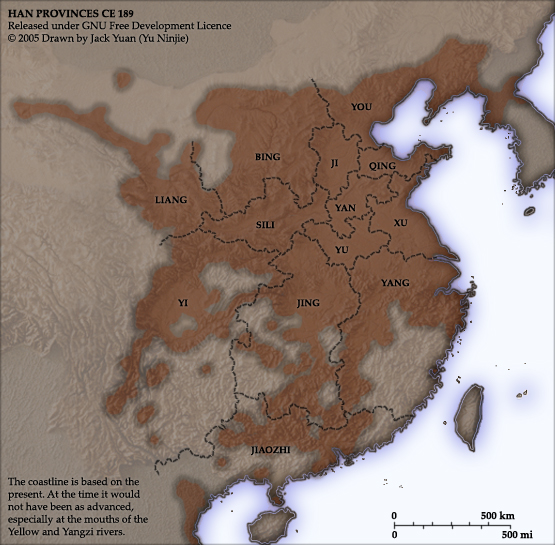
Административное деление империи Хань. Провинция Лянчжоу - крайняя северо-западная

## Начало восстания
Зимой 184 года восстали две группы цянов: одна — в округах Бэйди и Аньдин, другая — в округах Фухань и Хэгуань. Эскалация ситуации началась осенью ситуации 184 года, когда взбунтовались вспомогательные войска, набранные для подавления восстания из цянов и малых юэчжей. Бунтовщики убили китайского командующего Линь Чжэна и присоединились к восставшим; лидерами повстанцев стали бывшие солдаты вспомогательных войск Бэйгун Боюй и Ли Вэньхоу. Под контролем повстанцев оказалась примыкающая к Хуанхэ территория в районе современного Ланьчжоу.
Через несколько недель повстанцы взяли Юанья — место пребывания властей округа Цзиньчэн, и сделали его своей главной базой; повстанцам помогло то, что местный губернатор Цзо Чан присвоил средства, выделенные для оборонительных мероприятий. Повстанцы вынудили присоединиться к ним взятых в заложники Бянь Чжана (бывшего управляющего уездом Сиань) и Хань Суя. Наличие среди повстанцев столь важных и влиятельных персон дало повстанцам широкую поддержку.
После этого повстанцы осадили штаб-квартиру Цзо Чана в уезде Цзи. Некоторые генералы империи поначалу не хотели помогать Цзо Чану, но Хэ Сюнь — уважаемый и успешный генерал — вынудил их всё-таки пойти на помощь. Зная о репутации Хэ Сюня, повстанцы предпочли снять осаду. После этого Цзо Чан был снят с должности и заменён на Сун Не, которого в свою очередь заменили на Ян Юна. Однако все эти назначения не улучшили положения, и вскоре административный центр был снова осаждён повстанцами. Новый командующий войсками Ся Юй был атакован восставшими цянами под руководством вождя Дяньюя в округе Ханьян, и Хэ Сюню опять пришлось вести войска на выручку, однако на этот раз он потерпел поражение. Хотя Ся Юй и Хэ Сюнь смогли спастись, стало ясно, что местные власти не смогут справиться с восстанием своими силами.

## Ответ центрального правительства
Весной 185 года повстанцы, которых насчитывалось уже десятки тысяч, двинулись к старой столице империи Хань — Чанъаню. Оборону Чанъаня императорский двор поручил Хуанфу Суну, прославившегося во время подавления восстания «жёлтых повязок». Однако быстрых успехов не последовало, и вскоре он был смещён.
Восстание в провинции Лянчжоу тяжело отражалось на государственных финансах, и императорскому двору приходилось вводить новые налоги и отправлять народ на принудительные работы. Один из высших чиновников — Цуй Ле — предлагал вообще признать отпадение Лянчжоу от империи, но Фу Се выступил резко против этого. Император прислушался к мнению Фу Се и отклонил предложение Цуй Ле. Фу Се был назначен тайшоу округа Ханьян.
Осенью вместо Хуанфу Суна был назначен Чжан Вэнь, который выдвинул армию в Мэйян. Бянь Чжан и Хань Суй также привели свои войска к Мэйяну, однако битва окончилась с неопределённым результатом. Однако в конце года в районе лагеря повстанцев упал метеорит, что поколебало их решимость. Воспользовавшись ситуацией, Дун Чжо, служивший под началом Чжан Вэня, неожиданно атаковал бунтовщиков и вынудил Бянь Чжана и Хань Суя отступить на запад к Юйчжуну в округе Цзиньчэн.
Пользуясь плодами победы, Чжан Вэнь отправил в преследование два отряда: 30.000 под командованием Чжоу Шэня атаковали Юйчжун, а другие 30.000 под командованием Дун Чжо ударили по бывшим вспомогательным цянским войскам. Однако Чжоу Шэнь не послушал совета Сунь Цзяня и не перерезал путей снабжения противника, в результате чего отрезанным от снабжения оказался он сам, и ему пришлось быстро отступить. Дун Чжо был окружён цянами в Ванъюане, но смог уйти, запрудив реку под видом рыбной ловли и тайно перейдя с войском на другую сторону; когда цяны бросились вдогонку — вода в запруженной реке уже поднялась настолько, что её невозможно было пересечь.
Хоть битва при Мэйяне и остановила продвижение повстанцев в глубину ханьских земель, однако они смогли сохранить за собой верховья Хуанхэ. Развернулась борьба за верховья реки Вэйхэ.

## Местные попытки восстановления власти империи
Зимой 186 года повстанческий лидер Бянь Чжан скончался от болезни, а Бэйгун Боюй и Ли Вэньхоу были убиты в ходе внутренних конфликтов между повстанцами. Поставленный во главе провинции Лянчоу Гэн Би решил воспользоваться ситуацией и попытаться восстановить власть империи, не привлекая значительных военных контингентов из других частей страны. Фу Се пытался отговорить Гэн Би от таких идей, утверждая, что люди ещё не знают Гэн Би как губернатора, а у армии не было времени на восстановление боевого духа, однако Гэн Би решил реализовывать свой план.
В 187 году Гэн Би, собрав войска шести округов, атаковал лежащий на крайнем западе округ Лунси, административный центр которого был ранее захвачен войсками Хань Суя после того, как его глава Ли Сянжу бежал. Однако влиятельным местным жителям не понравилось, что Гэн Би взял на службу коррупционера Чэн Цю. Когда армия достигла Дидао — административного центра округа Лунси — то в войсках начался мятеж, во время которого Чэн Цю и Гэн Би были убиты. Мятежники присоединились к повстанцам, возглавленные уроженцем Дидао Ван Го, и совместно они осадили административный центр расположенного восточнее округа Ханьян. Поставленный во главе Ханьяна Фу Се был уважаем населением, и повстанцы не хотели воевать с ним. Они пытались уговорить его сдаться или бежать из города, но он решил драться до конца, несмотря на нехватку людей и припасов, и в итоге погиб в бою.
После этого к повстанцам присоединился со своими войсками Ма Тэн, ранее служивший у Гэн Би. С Ван Го во главе повстанцы вторглись в район, примыкающий к Чанъаню; подконтрольная повстанцам территория распространилась на всю провинцию Лянчжоу. За неспособность справиться с восстанием Чжан Вэнь был лишён своего поста.

## Осада Чэньцана
К концу 188 года императорский двор потерял всякую надежду на восстановление власти над провинцией Лянчжоу, и в большинстве случаев предоставил местные власти их собственной судьбе. Однако когда Ван Го повёл крупные силы на восток, чтобы атаковать Чэньцан, являвшийся «воротами Чанъаня», двор вновь призвал Хуанфу Суна, дав ему звание «генерала левой руки» (左將軍), чтобы противостоять этой опасности. У Хуанфу Суна было 20.000 человек, ещё 20.000 было у назначенного ему в помощь Дун Чжо. Когда оба отряда подошли к Чэньцану, Дун Чжо стал настаивать, чтобы Хуанфу Сун снял осаду с города, однако тот ответил, что сильные укрепления Чэньцана не позволят взять его так просто, и потому надо лишь подождать, пока люди Ван Го разочаруются. Осада Чэньцана силами Ван Го длилась более восьмидесяти дней, но успеха не достигла.
Весной 189 года люди Ван Го выдохлись, и осада была снята. Хуанфу Сун приказал своим отдохнувшим людям перейти в наступление. Дун Чжо выразил протест, напоминая, что наставления по военному делу не советуют атаковать отступающую армию, если только она не разбита, но Хуанфу Сун отклонил протест, сказав, что отход Ван Го не есть организованное отступление, а является результатом потери боевого духа. Хуанфу Сун повёл своих людей в атаку, оставив Дун Чжо в арьергарде, и одержал сокрушительную победу, отрубив более десяти тысяч голов. Дун Чжо был пристыжен и разъярён, и с той поры началась его вражда с Хуанфу Суном.
После поражения под Чэньцаном Хань Суй и Ма Тэн сместили Ван Го, и выбрали вместо него лидером повстанцев Янь Чжуна. Янь Чжун вскоре умер, и повстанцы начали сражаться друг с другом, в итоге расколовшись на три группы: группировка Хань Суя разместилась в Цзиньчэне, группировка Ма Тэна — в долине Вэйхэ, и группировка Сун Цзяня — в Фухани. По мере того, как власть смещалась от варваров, начавших восстание, к местным китайцам, цяны и юэчжи постепенно переставали поддерживать восставших.
В это время восстание уже могло было быть подавлено, но этому помешали события в столице. После смерти императора Лин-ди императором был провозглашён малолетний Лю Бянь, а фактическим правителем стал его дядя Хэ Цзинь. Осенью Хэ Цзинь был убит придворными евнухами, и тогда Дун Чжо ввёл войска в столицу, сместил императора и посадил на трон Сянь-ди. По стране начались беспорядки, и восстание в Лянчжоу отошло на задний план.

## Финал восстания
По мере того, как страна погружалась в хаос, три повстанческих лидера стали полновластными правителями в своих владениях, и выбрали разные пути адаптации к новой геополитической ситуации. Сун Цзянь, дистанцируясь от конфликтов внутри империи, объявил себя «Умиротворяющим Хань князем начала реки» (河首平漢王), и почти тридцать лет правил регионом, включающим округа Фухань и Хэгуань. Хань Суй и Ма Тэн, напротив, оказались глубоко вовлечёнными во внутриимперские конфликты, когда Дун Чжо запросил их поддержки против собранной для борьбы с ним коалиции. После смерти Дун Чжо в 192 году власть в столице захватили его преемники Ли Цзюэ и Го Сы, которые дали Хань Сую и Ма Тэну генеральские звания, легитимизировав тем самым их положение.
В 209 году Ма Тэну пришлось бежать к Цао Цао, взявшему под контроль северо-восток страны и императорский двор, и стать фактическим заложником при нём. Весной 211 года Цао Цао отправил Чжун Яо в долину реки Вэйхэ, чтобы тот атаковал основанное Чжан Лу в Ханьчжуне теократическое государство. Хань Суй и Ма Чао выступили против (Ма Чао был сыном Ма Тэна, и его бунт привёл к тому, что Ма Тэн был казнён), но были разбиты войсками, которые возглавил лично Цао Цао, в битве в проходе Тунгуань. После этого Цао Цао вернулся на восток, оставив Сяхоу Юаня для завершения военных операций и Чжан Цзи для восстановления государственных структур. Ма Чао попытался продолжить сопротивление, напав на Цзичэн, однако был сокрушён в 213 году благодаря удару армии Сяхоу Юаня и мятежу собственных войск. Ма Чао бежал на юг, к Чжан Лу, а затем на юго-запад, к Лю Бэю, где и умер в 221 году. В 214 году Сяхоу Юань разгромил силы Хань Суя у реки Чанли, после чего двинулся на Сунь Цзяня. Сунь Цзянь умер, его столица была взята, а его подчинённые — перебиты. На следующий год скончался Хань Суй, и его оставшиеся последователи прислали его голову Цао Цао в знак подчинения. С последствиями восстания в провинции Лянчжоу было покончено.

## Последствия
После смерти Цао Цао в 220 году его сын Цао Пэй вынудил императора Сянь-ди отречься от престола и провозгласил создание нового царства — Вэй. Власть царства Вэй в северо-западных регионах была слабее, чем власть империи Хань, и самые дальние округа были просто оставлены, ибо сил на их удержание не хватало.